# Assemblea Legislativa de les Açores
L'Assemblea Legislativa de les Açores (en portuguès: Assembleia Legislativa dos Açores) és l'assemblea legislativa regional de les Açores, una regió autònoma de Portugal.

## Història
L'Assemblea Legislativa, des que es va instituir, ha mantingut la seu a la ciutat d'Horta. Inicialment, es va instal·lar a l'edifici del temple maçònic de la Sociedade Amor da Pátria, des del 1976 fins al 1979, quan es va traslladar a la Casa do Relógio de l'antic barri alemany. Cap d'aquests edificis eren prou adequats per al funcionament de la burocràcia del govern, la qual cosa va requerir la construcció d'un nou edifici per al parlament.
La solemne cerimònia de commemoració de la inauguració va estar presidida pel Cap d'Estat, Mário Soares, i va comptar amb diverses personalitats de la societat portuguesa. La benedicció, a càrrec del bisbe d'Angra, Aurélio Granada Escudeiro, que es va celebrar a la sala de plens, va comptar amb la participació dels diputats regionals, les principals autoritats civils, militars i eclesiàtiques, i altres convidats. Hi va haver intervencions dels principals partits, que van seguir les presentacions formals del president de l'Assemblea Reis Leite, president de l'Assemblea Nacional, Vítor Crespo, i finalment, el president Mário Soares.
El 13 d'agost de 1992, l'entorn de l'assemblea va ser qualificat com a «àrea de defensa i control urbanístic de la finca classificada», en virtut del decret regulador 17/92/A.

## Arquitectura
L'edifici és una estructura contemporània, construïda expressament per al funcionament de l'assemblea regional, per l'arquitecte del projecte Manuel Correia Fernandes, i inaugurada el juny de 1990. El seu disseny minimalista inclou un espai per a les sessions plenàries de l'assemblea al bloc central, que s'il·lumina per una gran cúpula visible des de l'exterior.